# قطعنامه ۲۰۰۷ شورای امنیت
قطعنامه  ۲۰۰۷ شورای امنیت سازمان ملل متحد که در تاریخ ۱۴ سپتامبر ۲۰۱۱ تصویب شد، سندی بین‌المللی دربارهٔ دیوان جرایم بین‌المللی برای یوگسلاوی پیشین است. این قطعنامه طی نشست ۶۶۱۳ام با ۱۵ رای موافق، ۰ مخالف و ۰ ممتنع تصویب شد.